# Suzana Milovanović
Suzana Milovanović (in serbo Сузана Миловановић?; Loznica, 12 novembre 1979) è un'ex cestista serba.

## Carriera
Col la Serbia e Montenegro ha disputato le Universiadi di Smirne 2005.